# Hermann Geyer
Hermann Geyer, född 7 juli 1882 i Stuttgart, Kungariket Württemberg, död 10 april 1946 i Wildsee bei Wildbad, Franska ockupationszonen, var en tysk general. Geyer befordrades till generalmajor i december 1932, till generallöjtnant i januari 1934 och till general i infanteriet i augusti 1936. Han erhöll Riddarkorset i juni 1940.
Hermann Geyer pensionerades den 1 maj 1939 och placerades till förfogande. I oktober samma år blev han befälhavare för IX. armékåren. I januari 1942 ställdes han till förfogande för överbefälhavaren. Den 31 december 1943 pensionerades Geyer för gott. Geyer begick självmord i april 1946.